# 福音堂 (江北)

福音堂

福音堂是一座位於重慶市江北區江北城正街164號的基督教新教教堂，初建於1898年，原是衛理公會教派分支美以美會的教堂。

## 概述
福音堂由美國美以美會差會傳教士馬嘉禮（James H. McCartney）修建。馬嘉禮是重慶寬仁醫院院長，曾在江北書院街購下鋪面做醫療傳道。江北教案爆發後，教會用賠款修建了福音堂和江北醫館，馬嘉禮也成為該堂第一任牧師。
共產黨上台後，於1954年設立三自愛國教會，福音堂被納入三自體系從而斷絕了與母會美以美會的聯繫。文化大革命期間宗教活動全部中斷，直到1983年4月24日才重新開堂。
現在教堂整體建築佔地956平方米，禮拜堂265平方米，設有350個座位。主要宗教活動包括主日崇拜、青年聚會、禱告會、查經等，此外，還開設識字班。江北福音堂附近還有天主教堂江北聖德肋撒堂。